# Померанець
Помера́нець або бігара́дія, також помара́нча, помара́нч (Citrus × aurantium) — вид вічнозелених рослин роду цитрус, родини рутових. За походженням є гібридом мандарина (Citrus reticulata) та помело (Citrus maxima).

## Етимологія
У народі «помаранчем/-чою» часто називають звичайний апельсин (Cītrus sinēnsis), проте ці рослини належать до різних, хоча й споріднених видів. На честь померанця жовтогарячий колір також називають «помаранчевим». У польській мові щодо обох видів цитрусових вживається назва pomarańcza: померанець називається pomarańcza gorzka («помаранча гірка́»), апельсин — pomarańcza chińska («помаранча китайська»)[джерело?].
Назви «померанець», «помаранч/-а» походять від італ. pomarancia (утвореного від pomo — «яблуко» + arancia — «апельсин»): перша через посередництво рос. померанец і нім. Pomeranze, інші — через пол. pomarańcza.
Ще одна назва, «бігарадія» — від окс. bigarrada через посередництво фр. bigaradier («померанцеве дерево»), bigarade («плід померанця»).

## Опис
Плодове дерево 8—10 метрів заввишки. Походить з південно-східної Азії. Листки еліптичної форми. Квітки великі, білі, запашні, двостатеві. Плоди кулясто-приплюснуті, оранжево-червоні, неїстівні; шкірка товста, гірка, запашна; м'якуш кисло-гіркий.

## Ареал
Рослина походить з Південно-Східної Азії. Культурні форми померанцю вирощують в Індії, Середземномор'ї, на Близькому Сході, у субтропічних районах Кавказу і в Середній Азії.

## Господарське використання
З листків і квіток добувають ефірну олію, яку використовують у парфумерній промисловості. З плодів виготовляють напої, мармелади. Померанець застосовують як підщепу до інших видів цитрусових культур.

## Різновиди
До різновидів померанця відносять цитрадію — гібрид померанця і трилисточкового понцируса (трифоліати) та бергамот (бергамський апельсин) — гібрид померанця і лімети (солодкого лимона, солодкого лайма).

## У геральдиці
Зображення померанцевого дерева з плодами присутнє на гербі російського міста Ломоносов. Зміст герба був пов'язаний з назвою міста — до 1948 року воно звалося Оранієнбаум (за назвою знаменитого палацево-паркового ансамблю), що у перекладі з німецької і значить «померанцеве дерево».